# Li Zonglin
Li Zhonglin (chino: 李宗霖), es un actor y cantante taiwanés.

## Biografía
Estudió en la Universidad Nacional de Ciencia y Tecnología de Taiwán de donde se graduó en Ingeniería de la Construcción.

## Carrera
En 2012 se unió al elenco de la serie Confucius donde dio vida al estudiante Ke Han Jie / Wang Zi.
En agosto del 2015 se unió por primera vez al elenco principal de la serie taiwanesa Mr. Bodyguard (también conocida como "School Beauty's Personal Bodyguard") donde interpretó al guardaespaldas Lin Yi (林逸), un maestro de wushu internacional, hasta el final de esta en el 2016. El pequeño Shen Chang Hong interpretó a Lin Yi durante su infancia.
Ese mismo año se unió al elenco principal de la serie Be With You donde dio vida a Zheng Ying Qian, un miembro de la familia Zheng.
En el 2016 se unió al elenco recurrente de la serie china Fifteen Years to Wait for Migratory Birds donde interpretó a Dan Ni Er - "Daniel".
Ese mismo año se unió al elenco principal de la serie The Devil Game donde dio vida a Zhuang Wei Xiang.
También apareció como invitado en la serie Miss in Kiss donde interpretó a uno de los compañeros de clases de Jiang Zhi-shu (Dino Lee).
En agosto del 2017 se unió al elenco recurrente de la serie china Xuan-Yuan Sword: Han Cloud donde dio vida a Shang Zhang, el hermano menor de Duanmeng (Dai Si), un hombre inocente e ingenuo que depende mucho de su hermana. Es experto en la construcción de barreras mágicas y el arte de la invisibilidad.
En enero del 2018 se unió al elenco recurrente de la serie china Untouchable Lovers (también conocida como "The Phoenix Prison") donde interpretó a Hua Cuo, un habilidoso espadachín que luego de ser salvado por Rong Zhi (Song Weilong), le es leal, sin embargo eventualmente se vuelva en su contra.
Ese mismo año se unió al elenco principal de la serie A Thousand Goodnights donde dio vida a Wu Bai Sen.

## Filmografía

### Series de televisión
| Año         | Título                                    | Personaje              | Notas        |
| ----------- | ----------------------------------------- | ---------------------- | ------------ |
| 2018        | Untouchable Lovers                        | Hua Cuo                |              |
| 2018        | A Thousand Goodnights                     | Wu Bai Sen             |              |
| 2017        | Xuan-Yuan Sword: Han Cloud                | Shang Zhang            |              |
| 2016 - 2017 | Miss in Kiss                              | Estudiante             | 4 episodios  |
| 2016        | The Devil Game                            | Zhuang Wei Xiang       | 10 episodios |
| 2016        | Fifteen Years to Wait for Migratory Birds | Dan Ni Er              |              |
| 2015 - 2016 | Mr. Bodyguard                             | Lin Yi                 | 60 episodios |
| 2015        | Marry Me, or Not?                         | Ah Xin                 | 12 episodios |
| 2015        | Be With You                               | Zheng Ying Qian        | 61 episodios |
| 2014        | The M Riders 6                            | Lei Pu                 |              |
| 2014        | You Light Up My Star                      | Liu Jun Jie (de joven) | 2 episodios  |
| 2013        | 101 Times Confessions                     | -                      |              |
| 2012        | Confucius                                 | Ke Han Jie / Wang Zi   |              |